# Hister unicolor
Hister unicolor är en skalbaggsart som beskrevs av Carl von Linné 1758. Hister unicolor ingår i släktet Hister och familjen stumpbaggar. Arten är reproducerande i Sverige.

## Underarter
Arten delas in i följande underarter:
- H. u. leonhardi
- H. u. unicolor

## Bildgalleri

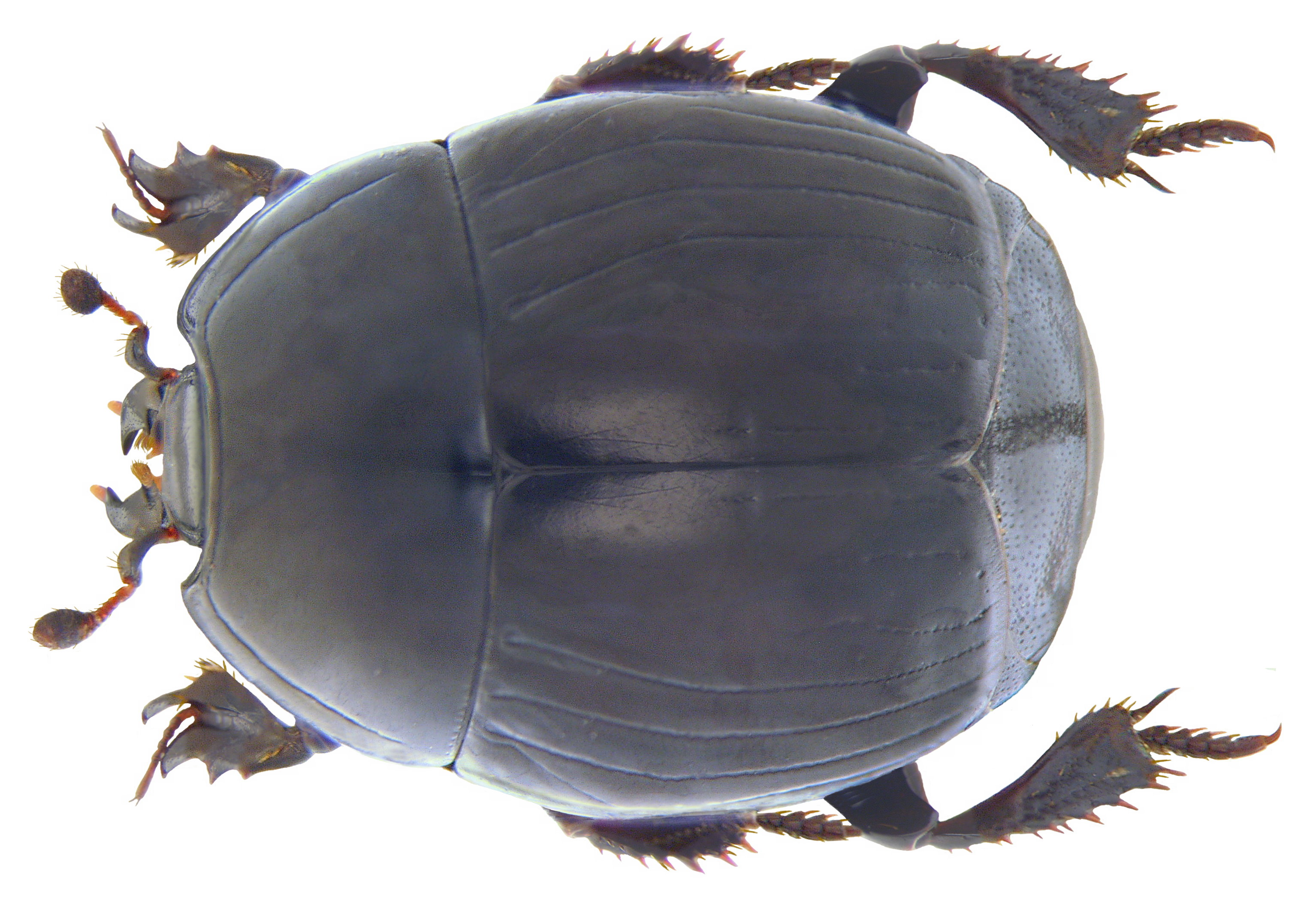
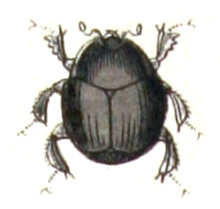
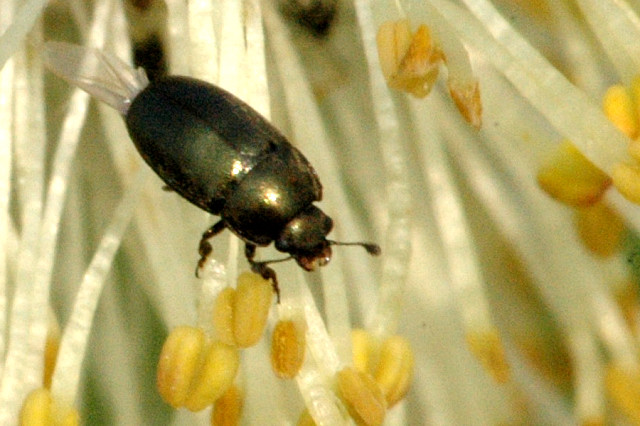
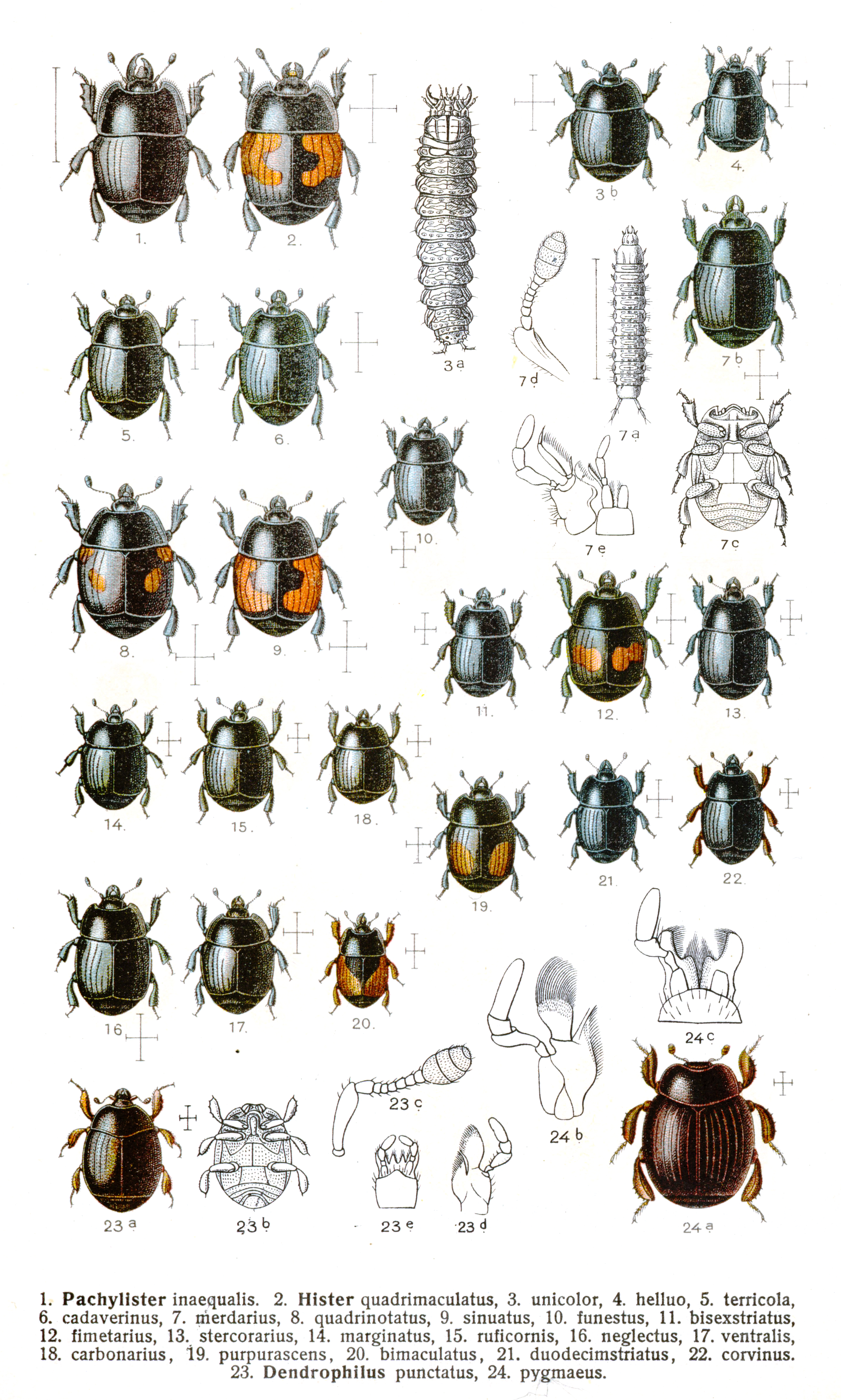